# Glitch Productions
Glitch Productions Pty. Ltd. (également connu sous le nom de Glitch, et anciennement Glitchy Boy ou Glitchy Boy Productions) est un studio d'animation australien basé à Sydney, en Nouvelle-Galles du Sud. Le studio est fondé en 2017 par le producteur Kevin Lerdwichagul et l'animateur Luke Lerdwichagul, connu pour être le créateur de la série Web de sketchs comiques machinima SMG4.
Glitch est connu pour produire et financer de manière indépendante des séries Web animées telles que Meta Runner, Murder Drones et The Amazing Digital Circus. La société a figuré dans la liste Forbes 30 Under 30 pour les médias, le marketing et la publicité en 2023.

## Histoire

### Genèse
Luke Lerdwichagul a commencé à faire des vidéos en 2009. Le 7 mai 2011, à l'âge de 11 ans, Luke a créé sa première série Web ; un machinima basé sur Super Mario 64 qui sera plus tard connu sous le nom de SMG4 (un acronyme du nom de sa chaîne YouTube, "SuperMarioGlitchy4"). Produite à partir d'images d'une version émulée de Super Mario 64, la série se concentrait à l'origine sur Mario et d'autres personnages de la franchise Mario qui se lancent dans des aventures impliquant souvent des parodies de mèmes Internet et de la culture pop. Au fil du temps, Luke utilise Garry's Mod comme base avec davantage de personnages originaux.
Vers 2016, le frère aîné de Luke, Kevin Lerdwichagul, réalise les larges dimensions et le public important qu'arrive à toucher la chaine Youtube de son frère. Il rejoint SMG4 en tant qu'écrivain et producteur à temps plein. Luke assume le rôle de réalisateur et prête sa voix. Dans des interviews, les frères ont reconnu avoir utilisé des personnages protégés par le droit d'auteur de Nintendo et d'autres tiers dans leurs vidéos. Cependant, ils ont toujours pris soin de ne jamais placer ces personnages dans un contexte haineux ou diffamatoire,.

### Formation
Le 24 mai 2017, lors d'une vidéo de courrier de fan sur la chaîne SMG4, Luke mentionne brièvement la fondation d'une entreprise, baptisée Glitchy Boy, pour représenter les chaînes YouTube SMG4, Hobo Bros. et "TheAwesomeMario". Le 5 septembre 2018, une vidéo d'annonce plus formelle a été mise en ligne. Cette vidéo est intitulée "SMG4 Direct (HUGE CHANNEL UPDATE)". Luke et Kevin y expliquent en détail le concept de leur entreprise, désormais rebaptisée Glitch Productions. Au cours de la vidéo, ils dévoilent Hitbox, une série live-action mettant en vedette Kevin et Luke agissant en tant que divers personnages de Nintendo.
Le 5 décembre 2018, après plusieurs teasers sur la chaîne SMG4, Glitch publie la bande-annonce de Meta Runner. La série a est financée par Screen Australia et est devient l'investissement en ligne le plus performant de la société, rassemblant plus de 10 millions de téléspectateurs au cours de sa première saison. La première saison a également été financée avec le soutien de Crunchyroll, AMD et Epic Games,. Le 20 avril 2020, Screen Australia a annoncé qu'elle financerait une deuxième saison de Meta Runner.

### La chaîne GLITCH
Le 27 août 2020, Glitch a officiellement séparé la chaîne SMG4 de Glitch et a créé la chaîne GLITCH pour se concentrer sur ses projets non-SMG4. Ses premières vidéos publiées ce jour-là sont une vidéo d'annonce et la première saison de Meta Runner refaite au format film. Peu de temps plus tard le pilote d'Ultra Jump Mania ; un spin-off de Meta Runner qui serait plus tard annulé. Ainsi que la saison 2 de Meta Runner. Le 12 mars 2021, Glitch dévoile un spin-off de SMG4 centré sur Meggy Spletzer appelé Sunset Paradise. Le 12 mai 2021, Sunset Paradise reçoit le financement de Screen Australia.
Le 30 octobre 2021 est publié le pilote de Murder Drones, créé, écrit et réalisé par Liam Vickers. Si les premiers projets de Glitch ont été essentiellement créés à perte, Murder Drones dépasse les attentes et a reçoit plusieurs millions de vues pour chaque épisode,.
Glitch Productions publie le pilote de The Amazing Digital Circus, une série créée en collaboration avec Gooseworx, le 13 octobre 2023. La série est devenue le pilote indépendant le plus populaire de l'histoire, recueillant 100 millions de vues au cours de son premier mois. Grâce à cela, la popularité de Glitch augmente et, dans les mois suivants, reçoit 10 millions d'abonnés et 1 milliard de vues au total,. Le 1er septembre 2023, Glitch a annoncé l'organisation de Glitch X, une exposition d'animation indépendante où elle annoncerait son prochain spectacle The Gaslight District en collaboration avec l'animateur Nick Szopko. La société lance également un service d'abonnement appelé Glitch Inn pour aider à financer sa programmation.
Le 5 juillet 2024, Glitch a lance FinalFinal_Project, une société de produits dérivés qui aide au financement d'autres projets, avec Iron Circus Animation comme premier partenaire.

### Controverse et critiques
En mars 2024, Glitch est accusé d'avoir licencié de manière cruelle la doubleuse de Tari dans Meta Runner et SMG4, Celeste Notley-Smith. Cette dernière écrit sur Twitter qu'elle n'avait pas été informée en amont de la redistribution de son rôle.
Le studio est également accusé de pousser ces équipes à travailler plus longtemps que de raison. Ainsi que la mise sur liste noire d'anciens employés et de harcèlement, en grande partie de la part de Kevin Lerdwichagul ; cependant, ces éléments ont depuis été qualifiés de douteux.
Le 4 mars 2024, Kevin publie une déclaration via les réseaux sociaux de Glitch abordant les controverses, faisant également office d'excuses aux travailleurs qui ont eu une expérience négative avec l'entreprise. Kevin affirme que le studio avait été confronté à des problèmes en raison d'un manque de personnel, mais que les conditions de travail s'étaient ameliorées. La réponse a été acceptée par la majorité des employés et des fans de Glitch, même si certains étaient toujours préoccupés par le fait que le licenciement de Notley-Smith n'ait jamais été abordé.
Plus tard, Jasmine Yang, directrice du doublage chez Glitch, a annoncé que c’est de sa faute et qu’elle n’a pas prévenu Celeste.

## Filmographie

### Actuelle
| Titre                      | Créateurs-(trices) | Date de sortie  | Date de fin | Note(s)                                      |
| -------------------------- | ------------------ | --------------- | ----------- | -------------------------------------------- |
| SMG4                       | Luke Lerdwichagul  | 8 mai 2011      | En cours    | Produit en tant que projet indépendant.      |
| The amazing Digital Circus | Gooseworx          | 13 octobre 2023 | En cours    | Série d'animation comédie noir et d'horreur. |

### Annoncé
| Titre                       | Créateurs-(trices)                          | Date de sortie | Date de fin  | Note(s)                                    |
| --------------------------- | ------------------------------------------- | -------------- | ------------ | ------------------------------------------ |
| Les Chevaliers de Guenièvre | Dana Terrace, John Bailey Owen, Zach Marcus | 2025           | Non annoncée | Thriller psychologique de science-fiction  |
| The Gaslight District       | Nick Szopko                                 | 18 Avril 2025  | Non annoncée | Drame policier d'action postapocalyptique. |

### Terminé
| Titre           | Créateurs-(trices)                   | Date de sortie    | Date de fin                           | Note(s) |
| --------------- | ------------------------------------ | ----------------- | ------------------------------------- | --- |
| TheAwesomeMario | Kevin Lerdwichagul Luke Lerdwichagul | 14 juillet 2013   | 31 décembre 2017                      | Chaîne YouTube présentant des courts métrages et d'autres contenus liés à « SMG4 ».                                                    |
| Hobo Bros.      | Kevin Lerdwichagul Luke Lerdwichagul | 3 décembre 2016   | 31 décembre 2020 (En pause indéfinie) | Chaîne YouTube consacrée à Let's Play et aux réactions                                                                                 |
| Hitbox          | Kevin Lerdwichagul                   | 21 septembre 2018 | 20 décembre 2019                      | Série live action |
| Meta Runner     | Kevin Lerdwichagul Luke Lerdwichagul | 25 juillet 2019   | 9 septembre 2022                      | La première saison a été mise en ligne sur la chaîne « SMG4 », avec les deux saisons suivantes mises en ligne sur la chaîne « GLITCH » |
| Sunset Paradise | Kevin Lerdwichagul Luke Lerdwichagul | 26 mars 2021      | 30 juillet 2021                       | Spin-off de SMG4 |
| Murder Drones   | Liam Vickers                         | 29 octobre 2021   | 23 août 2024                          | Série d'animation d'horreur. |